# Трепча'89
Клубі Футболлістік «Трепча'89» або просто КФ «Трепча'89» (алб. Klubi Futbollistik Trepça'89 Mitrovicë; KF Trepça'89; серб. Фудбалски клуб Трепча'89 / Fudbalski klub Trepça'89; ФК Трепча'89 / FK Trepça'89) — професіональний косовський футбольний клуб з міста Мітровиця.

## Досягнення
- Райфайзен Суперліга Косово
  -  Чемпіон (1): 2016/17
  -  Срібний призер (2): 2011/12, 2012/13
  -  Бронзовий призер (3): 2006/07, 2013/14, 2015/16

- Ліга е Пере
  -  Чемпіон (1): 2009/10

- Кубок Косова
  -  Володар (1): 2011/12
  -  Фіналіст (3): 2007/08, 2014/15, 2018/19